# اللعنة
اللعنة أو الخطيئة الممينة (بالإنجليزية: Damnation)‏ (من damnatio اللاتينية) هو مفهوم العقاب الإلهي والعذاب في الآخرة، نتيجة الأفعال التي ارتكبت على الأرض.
في التقاليد الدينية المصرية القديمة، فإن المواطنين يتلو اعترافات ماعت السلبية الـ 42، حيث كانت قلوبهم توزن مقابل ريشة الحقيقة، فإذا كان قلب المواطن أثقل من الريشة فسيواجه العذاب في بحيرة النار.
وضعت الزرادشتية مفهوم الأخروية ليوم القيامة، حيث سيتم احياء الموتي مرة أخرى، وواد الصالحين نهر من الحليب، بينما الأشرار سوف يحتروق في نهر من المعدن المنصهر.
لدي الأديان الإبراهيمية مثل الإسلام مفاهيم مماثلة، حيث أن الناس سيواجهون الحكم الإلهي يوم القيامة (الحساب)، لتحديد ما إذا كانوا سيخلود في جهنم، أو في الجنة، ويعتمد ذلك علي نوع خطيئتهم، كما يوجد بالمسيحية مفاهيم بهذا المعني [مرقس 03:29]، ويعتقد إن الإنسان الملعون يكون إما في الجحيم، أو يعيش في حالة حيث يتم ابعاده عن جنة السماء أو في حالة خزي وعار وبعيدا عن فضل الله، وفي علم الشياطين التقليدي، فإن الشيطان يحكم الجحيم، حيث يقوم هو وشياطينه بمعاقبة الملعونين.
بالإضافة لما سبق من حيث المعني الديني، فإن كلمة «لعنة» و «ملعون» هي نماذج شائعة من الألفاظ النابية، في العصر لإأن الكلمة تظهر تطور دلالي علي أسلوب التعجب المجرد.